# René de Saboya

Su escudo de condé de Tende.

René de Saboya (1473 - Pavía, 31 de marzo de 1525) fue un noble y soldado francés. Fue conde de Villars (1497) y de Tende (1501). Conocido como el "gran bastardo de Saboya", era el hijo ilegítimo de Felipe II, duque de Saboya y Libera Portoneri, lo que lo convirtió en el creador de la rama Saboya-Villars (o Saboya-Tende) de la Casa de Saboya.

## Primeros años de vida
Fue legitimado en 1499, por su hermanastro Filiberto II. Era el segundo marido de Ana de Lascaris, hija del conde de Tende, condesa de Tende, marquesa de Marro, dama de Prela, de Villeneuve y de Menton. René y Lascaris se casaron el 28 de enero de 1501 en Tende, durante la gobernación de René en Niza. El conde de Tende dio la mayor parte de sus tierras con su hija como su dote y el contrato de matrimonio requería que René tomara el nombre y el escudo de armas de los condes de Tende.

### Matrimonio e hijos
El 28 de enero de 1501, se casó con Ana de Láscaris, condesa de Tende (1487-1554), hija y heredera de Juan Antonio de Lascaris, Condé de Tende y Ventimiglia, y de Isabelle d'Anglure, viuda de Louis de Clermont-Lodève, con quien tuvo los siguientes hijos:
- Claudio (1507-1569), condé de Tenda y de Sommariva; Gobernador y gran senescal de Provenza. Casado por primera vez con Marie de Chabannes de Palice (circa 1515-1538), hija del Mariscal Jacques de la Palice, que incluyen Renée (v.1535-1587), casada con Jacques d'Urfé, el agente judicial Forez, hijo de Claude; su hijo Honorato I 1538-1572), condé de Tende, el condé de Sommerive, muere sin hijos y convierte a su tío Honorato II en su heredero. Contrajo segundas nupcias con Francoise de Foix-Candale, hija de Jean de Foix-Candale, Condé de Gurson y Fleix, y Anne hija de Louis de Villeneuve, Marqués de Trans.
- Magdalena de Saboya o Madeleine (c. 1510 - c. 1586), baronesa de Montberon, casada con el oficial de la corte y agente de policía Anne de Montmorency (1492 † 1567).
- Margarita (xxxx-fallecida el 15 de julio de 1591), casada con Antonio de Luxemburgo, condé de Brienne.
- Honorato II de Saboya (1511-1580), condé de Villars, de Tenda y de Sommariva, barón de Précigny, almirante y mariscal de Francia (1571).
- Isabela o Isabel, en 1527 se casó con René de Batarnay, condé Bouchage.

El conde de Ventimiglia, Juan Antonio de Lascaris, entregó el Chateau Montfort en La Colle sur Loup como dote a su hija Anne, quien se casó con René de Saboya.

## Vida pública, honores y carrera militar
En 1501, Filiberto volvió a casarse con Margarita de Austria, quien odiaba a René e hizo que su padre Maximiliano I revocara la legitimación de René en 1502. Margarita llevó a René a juicio, y en 1503 consiguió que Filiberto revocara su acto de legitimación a René, perdiendo así sus feudos en el Piamonte y dejándolo solo con los de Tende, a través de su esposa. Tras la muerte del padre de Ana en 1509, Ana de Lascaris y René recibieron homenaje de sus vasallos en el Tende y de los vasallos de todos sus feudos en Provenza y Génova.

### Al servicio de Francia
René se refugió en Francia y rindió homenaje a Luis XII de Francia en 1510 a cambio de mantener a Tende. Filiberto murió repentinamente en 1504 y René se enfrentó a la oposición del Sacro Emperador Romano cuando intentó suceder al ducado de Saboya de Filiberto; su hermanastro Carlos III se convirtió en duque. Como medio hermano de Luisa de Saboya, René fue tío de Francisco, Condé de Angulema. Cuando Francisco accedió al trono francés como Francisco I, René se hizo gobernador de Provenza y gran senescal de Provenza en 1515, a continuación, Gran Maestro de Francia (Superintendente de la Casa del Rey) por cartas patentes del 31 de octubre de 1519, los cargos que Él mantuvo hasta su muerte. 1519 también pudo René finalmente recuperar el ducado de Saboya. El 2 de enero de 1562, Manuel Filiberto. Se declaró mediante cartas de patente que Claudio de Saboya era el conde de Tende y que sus descendientes podrían suceder a los Estados de Saboya, si la línea directa se extinguía.
Alrededor de 1519-1520, René construyó una gran carraca llamada Santa María de Buenaventura, apodada "La gran amante", que sirvió como su buque insignia. Este barco salió de Marsella el 24 de agosto de 1520 para proteger a los Caballeros Hospitalarios contra un ataque de los turcos, y regresó allí el 6 de enero de 1521. Durante esta expedición, el almirante Christophe de Chanoy fue asesinado en Beirut. En mayo de 1522, la nave participó en la expedición para ayudar a Génova, comandada por René como almirante y por Pedro Navarro como teniente general. El barco participó en la defensa y reabastecimiento de Marsella durante el asedio de la ciudad por el Condestable de Borbón, en 1524. René alquiló el barco a su sobrino Francisco I por 1.500 escudos por mes entre el 28 de junio de 1524 y el 30 de abril de 1525.
Murió en Pavia el 31 de marzo de 1525, siete días después de sufrir lesiones graves durante la Batalla de Pavía. Después de la muerte de René, Luisa de Saboya calculó el valor del barco y fue comprado por Francisco I a la condesa de Villars y Tende entre julio y agosto de 1526.